# Toyota FJ Cruiser
Toyota FJ Cruiser je dvoudveřové SUV, které od roku 2007 vyrábí japonská automobilka Toyota. Vyrábí se s pohonem zadních nebo všech kol. Pro Toyotu ho vyrábí automobilka Hino.

## Popis
Vyrábí se v továrnách Hamura a Tokio. Poprvé se představila jako studie na autosalonu v Chicagu v roce 2003. Design je odkazem na vůz Toyota Land Cruiser FJ40 z roku 1960. Na výběr je pět barev:žlutá Sun Fusion, tmavě červená Black Cherry, stříbrná Titanium metallic, černá Black diamond a modrá Woodoo blue. Za příplatek lze vůz dovybavit například koly z lehkých slitin nebo autorádiem s osmi reproduktory a ovládáním na volantu. Toyota Racing developements vyrobila sportovní verzi FJ TRD Special edition.

## Motor

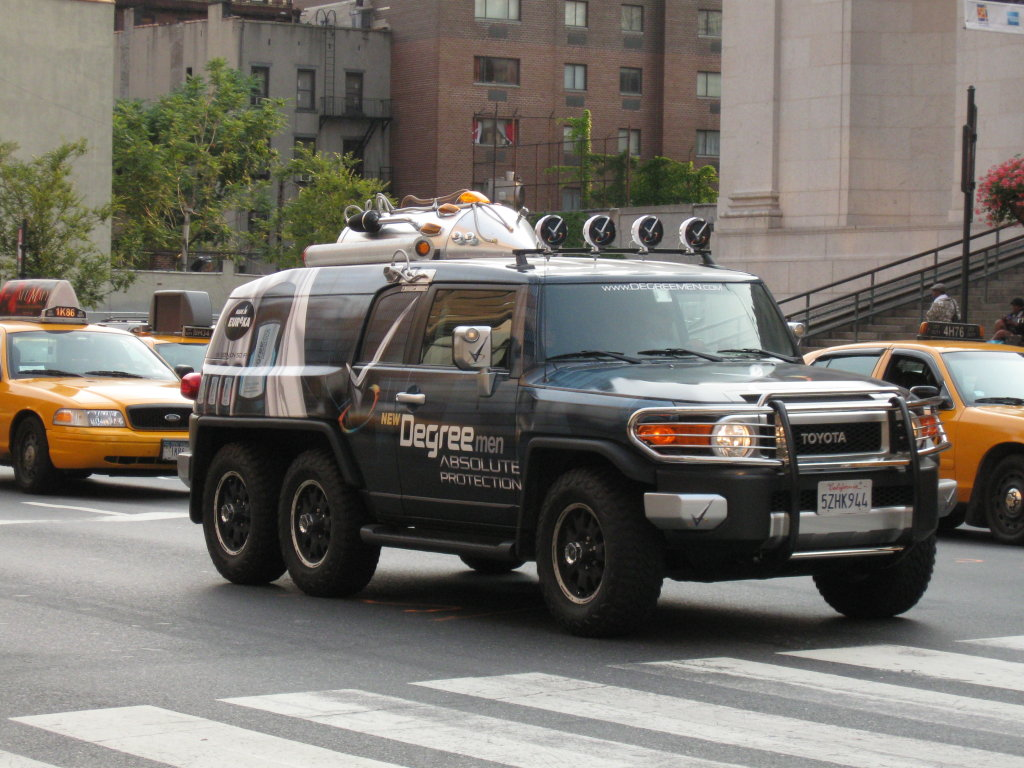
třínápravová verze

Pohání jí čtyřlitrový šestiválec V6. Má rozvod DOHC a techniku VVT-i. Dosahuje výkonu 239 koní (178 kW)

## Rozměry
- Rozvor – 2690 mm
- Délka – 4671 mm
- Šířka – 1895 mm
- Výška – 1800 mm (4x2) nebo 1819 mm (4x4)
- Váha – 1837 kg (4x2) nebo 1947 kg (4x4)